# Margaret Deland
Margaret Deland (nombre de soltera Margaretta Wade Campbell) (23 de febrero de 1857 – 13 de enero de 1945) fue una novelista, escritora de cuentos y poeta estadounidense. Escribió su autobiografía en dos volúmenes. Se la considera parte del movimiento del realismo literario.

## Primeros años

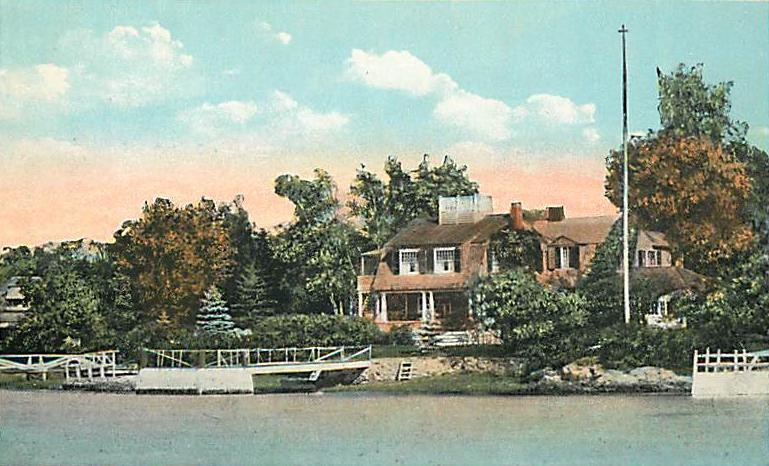
Greywood, Margaret Deland casa de verano en Kennebunkport, Maine

Margaretya Wade Campbell nació en Allegheny, Pensilvania (hoy parte de Pittsburgh) el 23 de febrero de 1857. Su madre murió debido a las complicaciones del parto y fue dejada al cuidado de una tía llamada Lois Wade y su esposo Benjamín Campbell Blake.

## Carrera
El 12 de mayo de 1880 se casó con Lorin F. Deland. Su marido había heredado de su padre una editorial, que vendió en 1886 para trabajar en publicidad. Fue en este periodo cuando empezó a escribir, comenzando con versos para el negocio de tarjetas de felicitación de su marido. Su colección de poesía The Old Garden (El Viejo Jardín) fue publicada en 1886.
Deland y su esposo se mudaron a Boston, Massachusetts y, durante un periodo de cuatro años acogieron y mantuvieron a madres solteras en su residencia en el 76 de la Calle Mount Vernon en Beacon Hill. También mantenían una casa de verano, Greywood, con vistas al Río de Cincinnati en Kennebunkport, Maine. La actriz Canadiense Margaret Anglin visitó esta casa en 1909 y las dos mujeres revisaron el manuscrito de Deland para The Awakening of Helena Richie (El Despertar de Helena Richie). Más tarde Anglin escribió "nunca pasé un momento más agradable que el que tuve mientras la Señora Deland y yo paseamos por el pequeño río Kennbunkport [sic] en un barco, hablando sobre el futuro de Helena Richie." Los Deland mantuvieron su casa de verano en Maine durante unos 50 años..
En 1910, Deland escribió un artículo para Atlantic Monthly, reconociendo la continua lucha por los derechos de las mujeres en los Estados Unidos: "Inquietud!", escribió ella, "Un predominante descontento en las mujeres — una inquietud infinitamente eliminada del contenido de hace una generación." Durante la I Guerra Mundial, Deland hizo trabajo de socorro en Francia; se le otorgó la cruz de la Legión de Honor por su trabajo. Recibió un Doctorado en Literatura por el Bates College en 1920. En 1926, fue elegida para el Instituto Nacional de las Artes y las Letras junto con Edith Wharton, Agnes Repplier y María E. Wilkins Freeman. La elección de estas cuatro mujeres para la organización "marcó el descenso de las barreras a las mujeres.".
En 1941, Deland había publicado 33 libros. Murió en Boston, en el Hotel Sheraton, donde vivía, en 1945. Está enterrada en el cementerio de Forest Hills. Su casa en la Calle Mount Vernon es una parada en el Sendero de la herencia de las mujeres de Boston.

## Acogida crítica
Deland fue conocida principalmente por la novela de 1888 John Ward, Preacher (John Ward, Predicador), una acusación contra el calvinismo, que se convirtió en un best-seller. Sus libros 'Viejo Chester', basado en sus recuerdos tempranos de las comunidades de Pittsburgh donde creció — incluyendo Maple Grove y Manchester — también fueron populares. Fue reconocida como una importante y popular autora del realismo literario en los Estados Unidos, a pesar de que algunos de sus tramas y temas fueron impactantes para los bostonianos. En su vida, fue llamada la Thomas Humphry Ward americana y se la comparó con Elizabeth Gaskell.

## Obras seleccionadas
Poesía
- The Old Garden and other verses (1886)
- The Old Garden con ilustraciones de Walter Crane (1893)

Novelas
- John Ward, Preacher (1888)
- Sidney (1890)
- The Story of a Child (1892)
- Philip and His Wife (1894)
- Dr. Lavendar's People (1903)
- The Awakening of Helena Richie (1906)
- The Way to Peace (1910)
- The Iron Woman (novel) (1911)
- The Voice (1912)
- Partners (1913)
- The Hands of Esau (1914)
- The Rising Tide (1916)
- Small Things (1919)
- The Promises of Alice (1919)
- An Old Chester Secret (1920)
- The Vehement Flame (1922)
- The Kays (1926)
- Captain Archer's Daughter (1932)

Recopilaciones de relatos cortos
- Mr. Tommy Dove, and Other Stories (1893)
- The Wisdom of Fools (1897)
- Old Chester Tales (1898)
- The Common Way (1904)
- R.J.'s Mother and Some Other People (1908)
- Around Old Chester (1915)
- Small Things (1919)
- New Friends in Old Chester (1924)
- Old Chester Days (1935)

Autobiografía
- If This be I, as I Suppose it Be (1935)

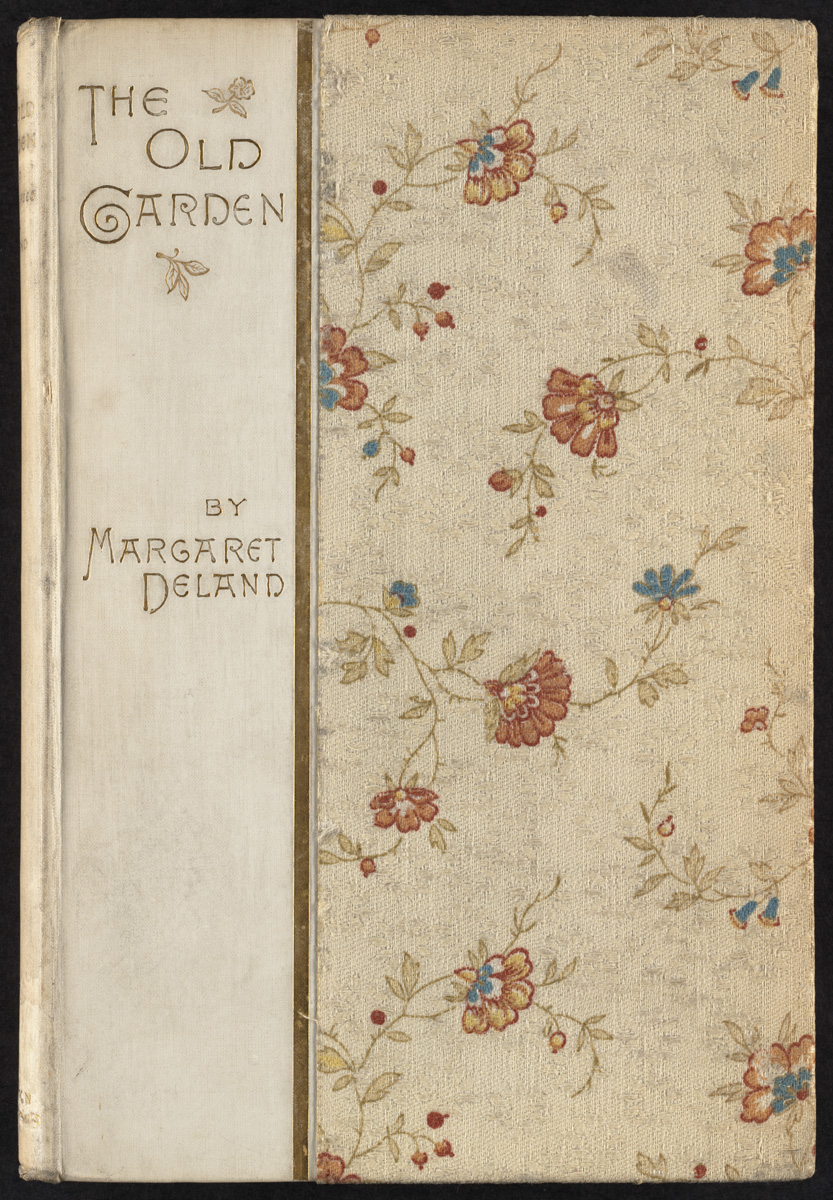
El Antiguo Jardín y Otros Versos, 1886

- Golden Yesterdays (1941)

Otra no ficción
- Florida Days (1889)